# 杰瑞·曼德
杰瑞·曼德（英語：Jerry Irwin Mander，1936年5月1日—）是一位美国环保活动家和行动主义者，主要作品有《消灭电视的四个理由》（Four Arguments for the Elimination of Television）等。